# Ширма Хиконэ
«Ширма Хиконэ» (яп. 彦根屏風 хиконэ бё:бу) — шестистворчатая ширма авторства неизвестного художника начала XVII века, находится в музее замка Хиконэ. Входит в список Национальных сокровищ Японии с 1955 года. Работа является ранним представителем японской жанровой живописи и одним из первых произведений направления укиё-э. Роспись представляет собой изображение людей, получающих удовольствие от музыки и игр. Ширма происходит из феодального княжества Хиконэ и принадлежала роду Ии.

## Информация о ширме

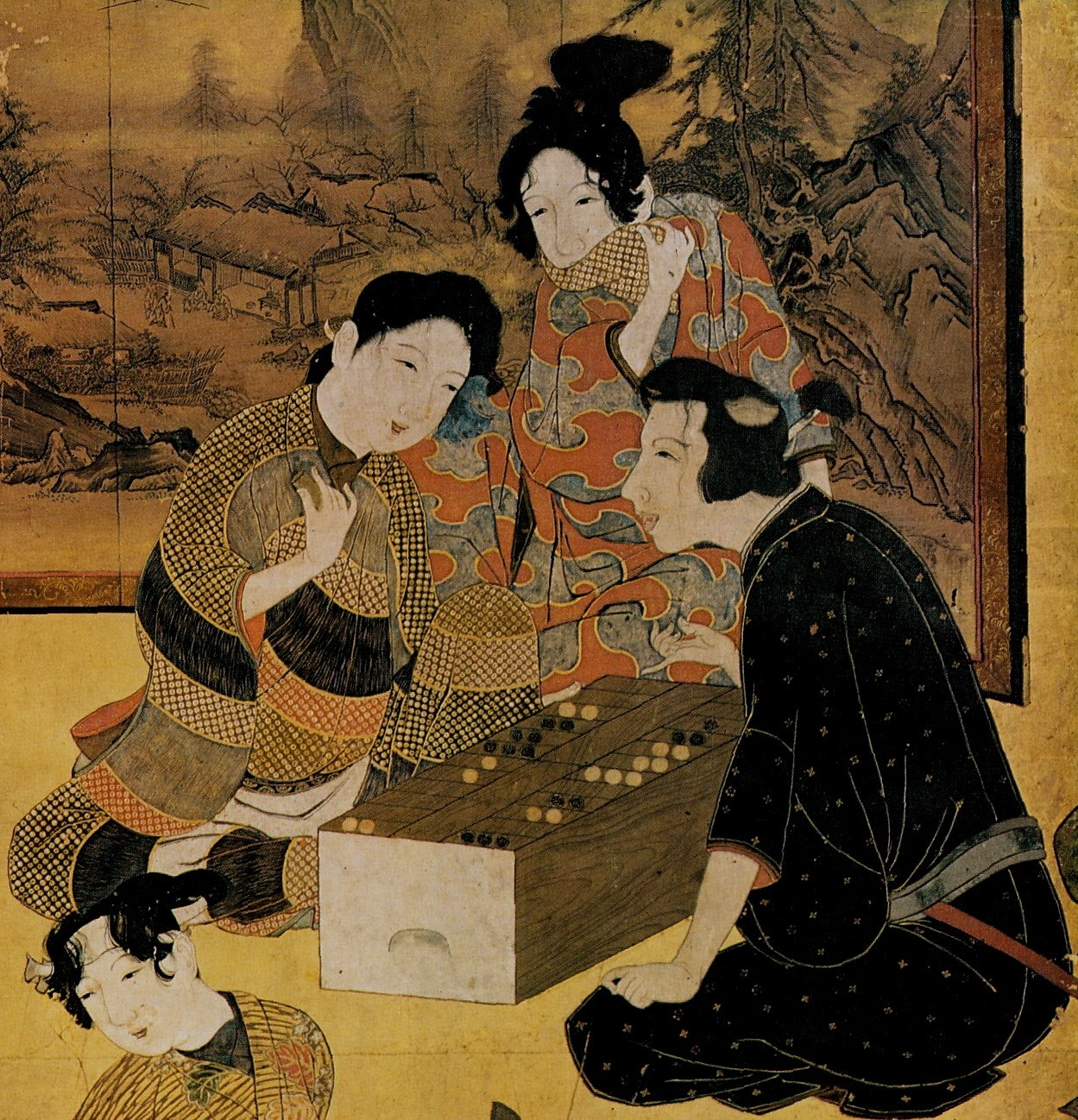
Игра в сугороку. Фрагмент ширмы

Автор ширмы неизвестен, но манера мазков схожа с мастерами школы Кано. На ширме изображены 11 мужчин и женщин, занятых музыкой и играми. Занятия схожи с так называемыми четырьмя искусствами, которыми должен владеть китайский аристократ. На левой части ширмы изображены слепой мужчина и две женщины, играющие на сямисэнах, сидящие около четырёхстворчатой ширмы; ещё несколько человек слушают их. Справа от них несколько человек играют в настольную игру сугороку. Одежда и вещи людей предполагают, что на ширме отображается традиционная для японской живописи концепция «четырёх сезонов» (яп. 四季絵 сики-э).
Ширма считается шедевром японской жанровой живописи середины XVII века. Многие художник создавали её копии или производные произведения; некоторые из копий получили самостоятельную известность. В 1955 году ширма Хиконэ была внесена в список Национальных сокровищ Японии.

## Авторство
Автор ширмы неизвестен, что типично для работ в таком жанре. Мастера школы Кано и других крупных школ могли считать создание жанровых работ ниже своего достоинства и часто не подписывались. Работа могла быть сделана на заказ за определённую плату, и мастера часто не подписывали свои работы, невзирая на высокое качество живописи.
Несколько веков авторство приписывали художнику Ивасе Матабэю (1578—1650). В 1898 году стали известно, что Матабэй подписывал свои работы псевдонимом Кацумоти, при проведения сравнительного анализа работ стало понятно, что он не мог быть автором ширмы Хиконэ и многих других работ, приписывавшихся ему.

## Владельцы ширмы

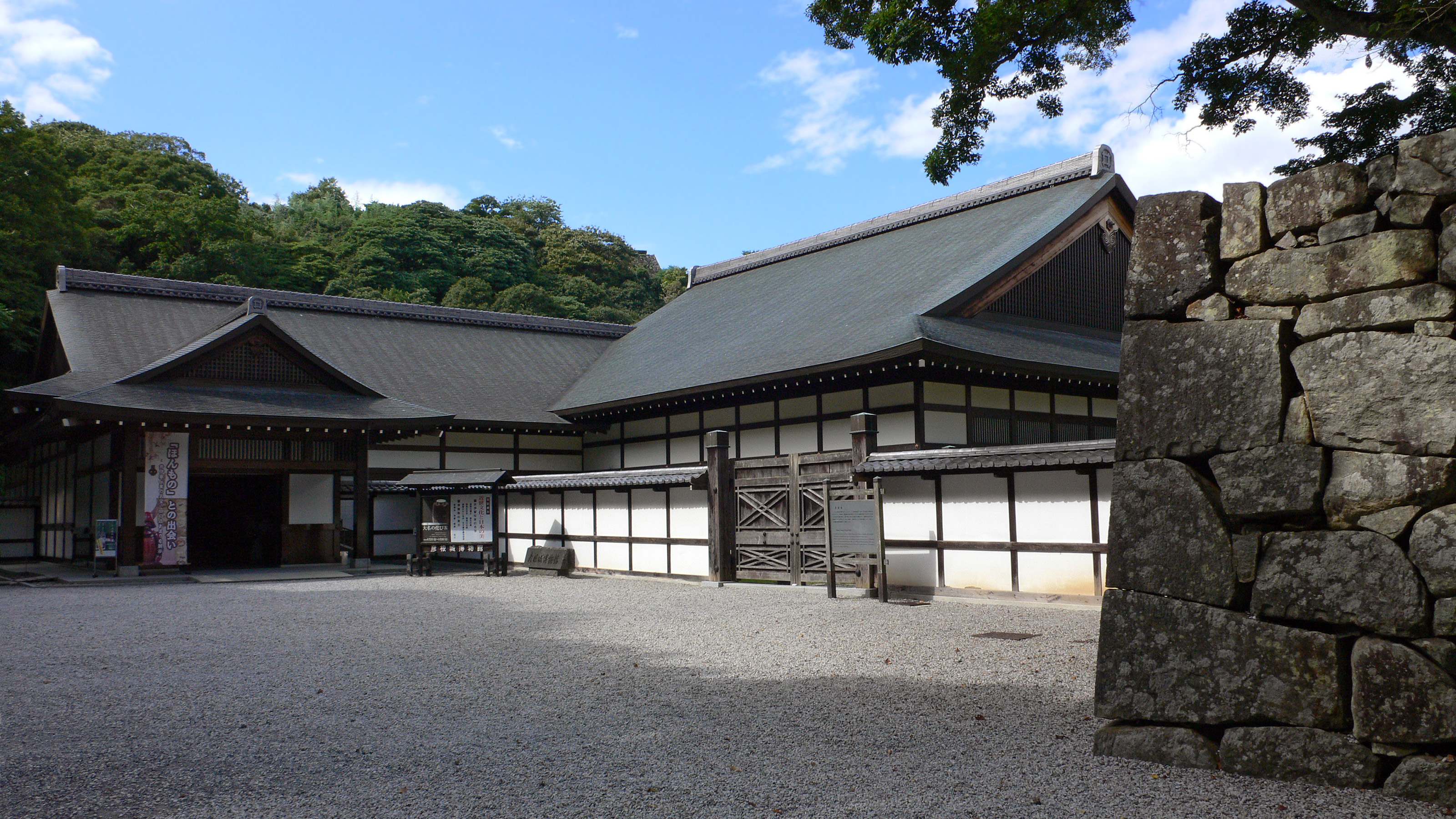
Ширма Хиконэ находится в замке Хиконэ

Как и о многих ширмах, созданных в раннее Новое время, не осталось никаких записей и документов о заказе и покупке ширмы Хиконэ. Предполагается, что заказчиками были представители высших слоёв общества — кугэ, богатый самурайский клан или представитель торговли. Художник Ханэгава Тинтё (ок. 1679—1754) на одной из своих работ изобразил человека на фоне ширмы Хиконэ. Исходя из подписей на работе, можно предположить, что примерно в 1745 году ширма находилась в районе города Ситая. Документально подтверждено, что художник Сибата Дзэсин (1807—91) обнаружил ширму в коллекции семьи Эдо, и позже создал её копию или похожую ширму примерно в 1840 году.
В XIX веке ширма оказалась в коллекции рода Ии в хороде Хиконэ, благодаря чему приобрела своё название. Ии Наосукэ (1815-60) мог являться тем, кто приобрёл ширму для коллекции. Тем не менее, не имеется никаких записей о нахождении ширмы в поместье Ии в Эдо, также о ней ничего нет в семейных архивах Хиконэ.
Чайный мастер Ёсио Такахаси (1861—1937) писал о представлении Но в резиденции Ии 30 июня 1912 года, где на всеобщее обозрение были выставлены многие вещи из коллекции рода, включая ширму Хиконэ.

### Литературные источники
- Kikuchi, Sadao. Ukiyo-e (неопр.). — Hoikusha, 1963. — ISBN 978-4-586-50021-5.
- Kondo, Ichitaro. Japanese Genre Painting: The Lively Art of Renaissance Japan, (англ.). — Tuttle Publishing[англ.], 1961.
- Kita, Sandy. The Last Tosa: Iwasa Katsumochi Matabei, Bridge to Ukiyo-e (суахили). — University of Hawaii Press[англ.], 1999. — ISBN 978-0-8248-1826-5.
- Takagi (高木文恵), Fumie. 彦根屏風ー伝来と研究史 // 国宝彦根屛風 (неопр.) / Hikone Castle Museum; Tokyo Research Institute for Cultural Properties. — Chuokoron-Shinsha[англ.], 2008. — С. 101—120. — ISBN 978-4-8055-0557-1.